# Монтфорт (Лимбург)
Мо́нтфорт (нидерл. Montfort, лимб. Mofert) — город в нидерландской провинции Лимбург, в общине Рурдален.
Город расположен примерно в 8 км к югу от Рурмонда. Получил статус города ещё в 1271 году, главная его достопримечательность — руины одноимённого замка, построенного в XIII веке.
Население Монтфорта — 3 074 жителей (2020).
До 1991 года Монтфорт был отдельной общиной. Позднее он стал частью другой общины — Постерхолт, который ещё чуть позже был переименован в Амбт Монтфорт.
С 1 января 2007 года Монтфорт — входит в общину Рурдален.

## Достопримечательности
- Руины замка Монтфорт; сам замок был построен около 1260 года. На протяжении веков он был правительственным центром Амбт Монтфорт.
- Братские могилы и памятники на кладбище. Здесь похоронены жертвы бомбардировок Монтфорта в конце Второй мировой войны.
- Исторический центр города. Большинство зданий в этой части города были построены только в конце 1950-х годов, поскольку большинство зданий были разрушены во время Второй мировой войны.

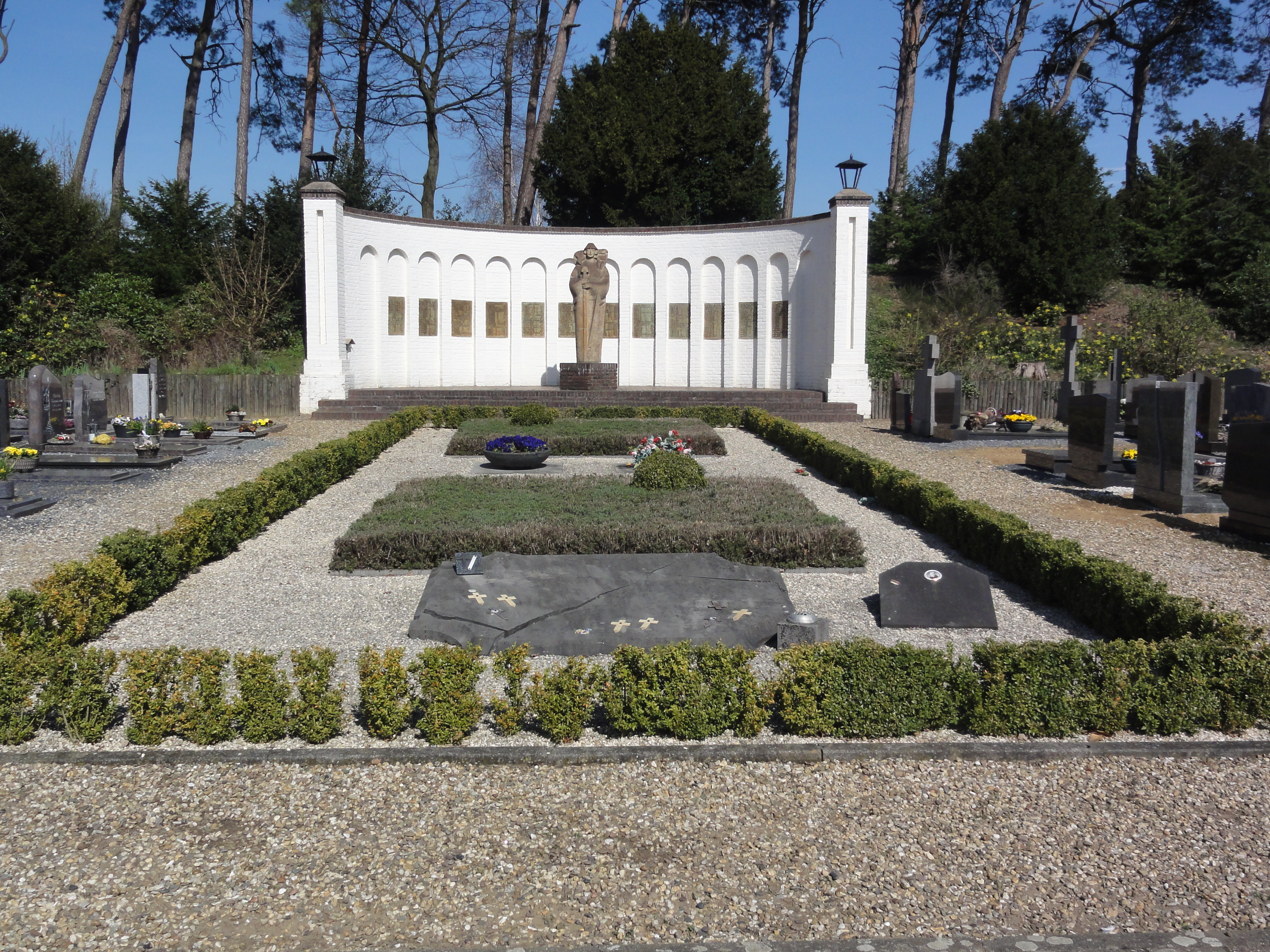
Памятник на кладбище Монтфорт